# Allium jubatum
Allium jubatum är en amaryllisväxtart som beskrevs av James Francis Macbride. Allium jubatum ingår i släktet lökar, och familjen amaryllisväxter. Inga underarter finns listade i Catalogue of Life.